# کاروان‌سرای ملک (اصفهان)
کاروان‌سرای ملک اصفهان مربوط دوره صفوی است و در اصفهان، خ فیض، نبش خیابان بابا رکن‌الدین و در تخت فولاد اصفهان واقع شده و این اثر در تاریخ ۲۵ خرداد ۱۳۸۱ با شمارهٔ ثبت ۵۸۸۴ به‌عنوان یکی از آثار ملی ایران به ثبت رسیده‌است.